# Порт святых
«Порт святых» (англ. Port of Saints) также "Пристань святых"— роман Уильяма Берроуза, впервые опубликованный в 1973 году и ставший последней крупной работой, написанной писателем во время добровольного изгнания в Европу в конце 1960-х — начале 1970-х гг.
Один из самых коротких романов Берроуза, «Порт святых» использует персонажей из предыдущих работ писателя; кроме того, в нём появляются несколько героев, позже перешедших в следующие его книги. Книга является «эротической фантазией»; она содержит несколько причудливым образом сочетающихся сюжетных линий, основная из которых говорит о группе людей, пытающихся переписать историю, путешествуя во времени.

## Факты
- «Порт святых» стал последней крупной работой писателя до конца десятилетия; после его завершения он в основном работал над рассказами и эссе. Следующий роман Берроуза, «Города красной ночи», вышел в 1981 году. В том же году, что и «Порт святых», Берроуз выпустил сборник рассказов «Дезинсектор!».
- Роман был переиздан в новой редакции в 1980 году.